# 헨리 라이더 해거드

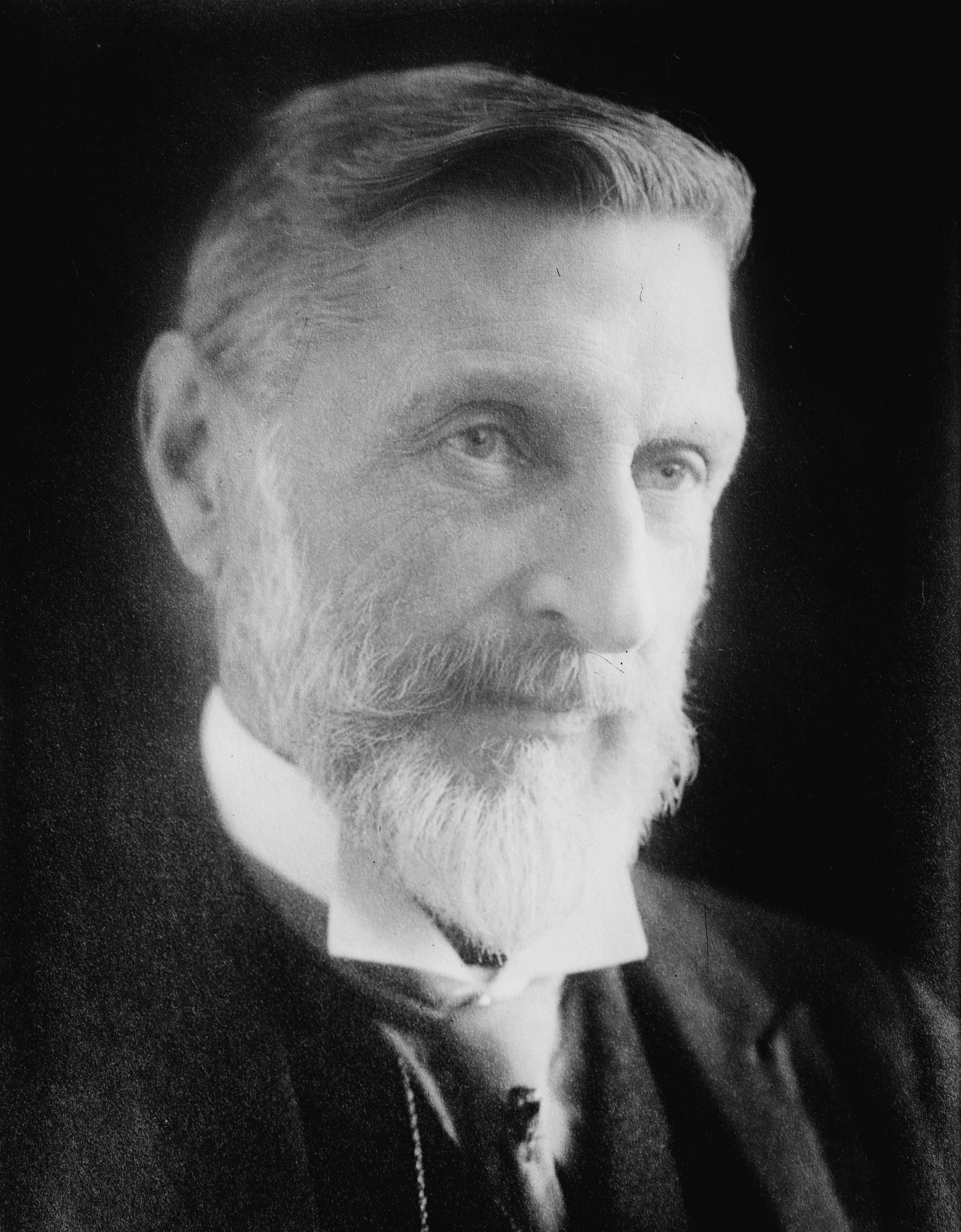

헨리 라이더 해거드 경(Sir Henry Rider Haggard, KBE, 1856년 6월 22일 ~ 1925년 5월 14일)은 영국의 소설가이다. 아프리카를 무대로 한 모험 소설로 유명하다. 대표작으로 《솔로몬 왕의 동굴》, 《그녀》 등이 있다.

헨리 라이더 해거드의 서명

## 서훈
- 1912년 기사작위(Knight Bachelor) 서임[1]
- 1919년 대영 제국 훈장 2등급(KBE, 작위급 훈장)[2]

## 같이 보기
- 쥘 베른
- 알렉상드르 뒤마
- 앤서니 호프